# Gare de Belvaux-Soleuvre
La gare de Belvaux-Soleuvre est une gare ferroviaire luxembourgeoise de la ligne 6f, d'Esch-sur-Alzette à Pétange, située à Belvaux, à proximité de Soleuvre, sections de la commune de Sanem, dans le canton d'Esch-sur-Alzette.
C'est une halte voyageurs de la Société nationale des chemins de fer luxembourgeois (CFL).

## Situation ferroviaire
Établie à 345 mètres d'altitude, la gare de Belvaux-Soleuvre est située au point kilométrique (PK) 9,100 de la ligne 6f, d'Esch-sur-Alzette à Pétange, entre les gares d'Oberkorn et de Belval-Rédange.

## Histoire
La station de Belvaux-Soleuvre est mise en service par la Compagnie des chemins de fer Prince-Henri, lors de l'ouverture à l'exploitation la ligne d'Esch-sur-Alzette à Pétange le 1er août 1873.

## Service des voyageurs

### Accueil
Halte CFL, c'est un point d'arrêt non géré avec deux quais et deux abris. Elle est équipée d'un automate pour l'achat de titres de transport.
L'accès aux quais et la traversée des voies se font par le passage souterrain piéton qui a remplacé l'ancien passage à niveau de la rue de la Gare.

### Desserte
Belvaux-Soleuvre est desservie par des trains Regional-Express (RE) et Regionalbunn (RB) qui exécutent les relations suivantes, :
- Luxembourg - Rodange ;
- Troisvierges - Luxembourg - Rodange.

### Intermodalité
Un parc pour les vélos (13 places) et un parking pour les véhicules (21 places) y sont aménagés. La gare est desservie par la ligne 1 du transport intercommunal de personnes dans le canton d'Esch-sur-Alzette et par la ligne 606 du Régime général des transports routiers.

## Projet
Dans le cadre du Plan national de mobilité 2035, les gares de Belval-Rédange et Belvaux-Soleuvre seront remplacées par une nouvelle gare « Belvaux-Mairie » située à mi-distance des haltes actuelles, plus proche des zones d'habitations et en correspondance avec le futur tramway rapide entre la capitale et le sud du pays.